# Bas-fleuve (district)
Le District du Bas-fleuve est un district de l'ouest de la province du Bas-Congo en république démocratique du Congo. Il se situe en rive droite du fleuve Congo, dans la région géographique du Mayombe. Il voisine la région angolaise de Cabinda et la république du Congo.